# Colt House Revolver

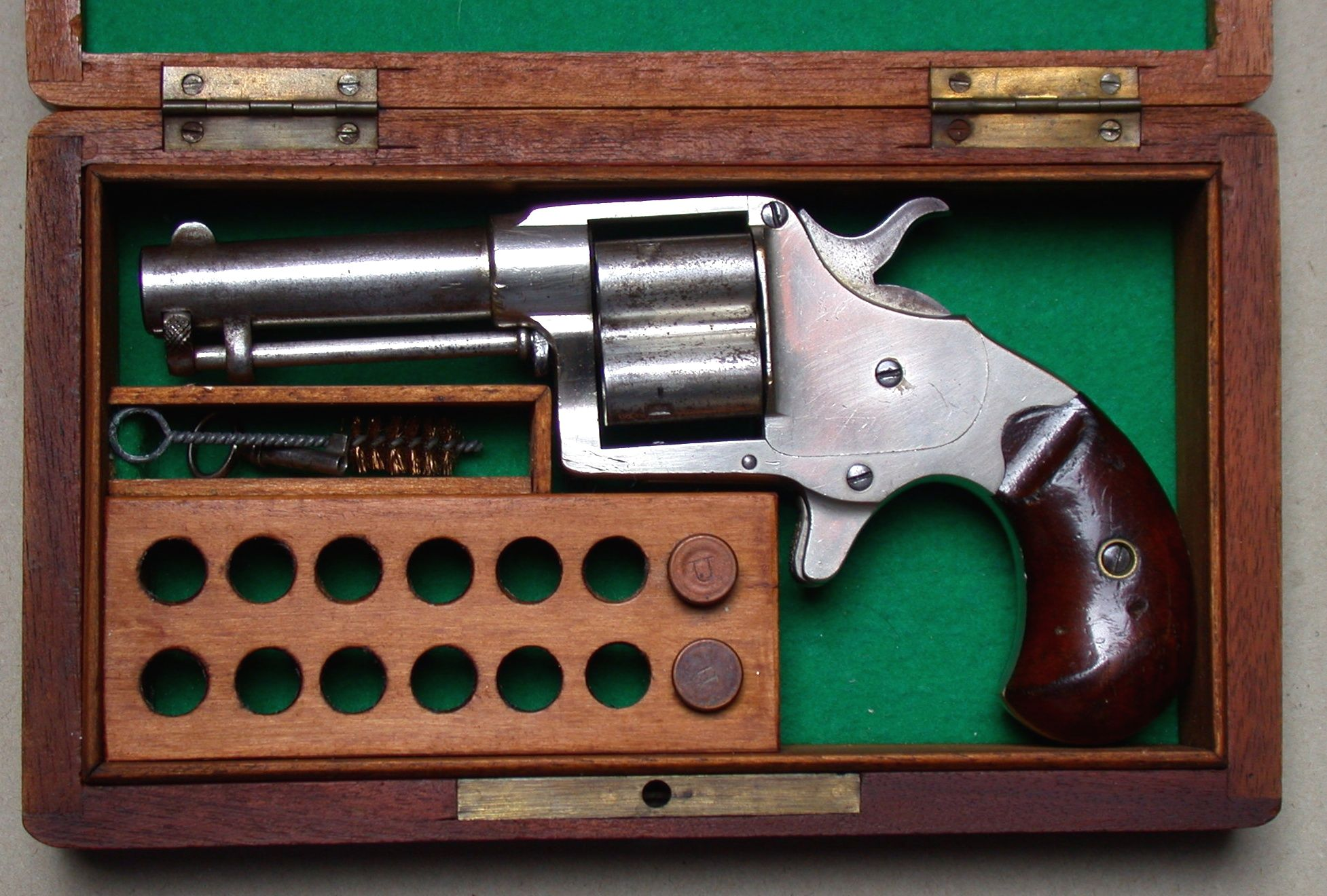
Um Colt House Revolver variante Cloverleaf

O Colt House Revolver (também chamado na versão com capacidade de 4 tiros de Cloverleaf) foi um dos primeiros revólveres para cartuchos metálicos a ser produzido pela Colt's Patent Fire Arms Manufacturing Company, em 1871. No mesmo ano, a Colt também patenteou o Colt Open Top, um outro revólver usando cartuchos metálicos no sistema de carregamento pela parte traseira, mas de fato, a produção do Open Top não começou até 1872, no entanto, uma versão de bolso do Open Top, um desenho completamente diferente, foi colocado a venda em 1871, o Colt Open Top Pocket Model Revolver.
O Colt House Revolver foi fabricado de 1871 até 1876 em dois diferentes modelos: o próprio Colt House Model e o Colt Cloverleaf Model, sendo esse último o mais produzido dos dois. O House Model também é conhecido entre os colecionadores como Jim Fisk model ou Jim Fisk pistol, pelo fato de ter sido a arma usada no assassinato de James Fisk em janeiro de 1872.